# ادوارد مانتون
ادوارد مانتون (انگلیسی: Edward Embleton؛ زادهٔ ۱۹۱۶) بازیکن فوتبال اهل بریتانیا است.
از باشگاه‌هایی که در آن بازی کرده‌است می‌توان به باشگاه فوتبال دونکستر راورز، باشگاه فوتبال هارتل پول یونایتد، باشگاه فوتبال گیتزهد، باشگاه فوتبال نوریچ سیتی، و باشگاه فوتبال برادفورد سیتی اشاره کرد.